# 보존묘지
보존묘지는 대한민국에서 역사적 보존가치가 있는 묘지 등에 관한 특례가 부여되는 묘지 또는 묘역이다. 현재 국가에서 지정한 보존묘지는 대한민국의 대통령을 지낸 노태우와 노무현의 묘소가 있다. 분묘의 면적에 대한 규제를 받지 않는다. 윤보선 대통령의 묘역은 장사법 시행전의 묘역이라 규제를 받지 않으나, 공식적으로 보존묘지로 지정되지 않았다.

## 대상
1. 역사적·문화적으로 보존가치가 있는 묘지 또는 분묘
2. 애국정신을 기르는 데에 이바지하는 묘지 또는 분묘
3. 국가장·사회장 등을 하여 국민의 추모 대상이 되는 사람의 묘지 또는 분묘

## 현재
장사 등에 관한 법률 제34조에서 관련 사항을 규정한다. 제4항에는 관련된 규정이나 관리에 필요한 사항을 대통령령으로 정하도록 되어 있지만 현재 대통령령이 제정되지 않고 있다.

## 같이 보기
- 국가보존묘지심사위원회